# Pseudanaesthetis nigripennis
Pseudanaesthetis nigripennis là một loài bọ cánh cứng trong họ Cerambycidae.